# Apanteles aristolochiae
Apanteles aristolochiae är en stekelart som beskrevs av Wilkinson 1928. Apanteles aristolochiae ingår i släktet Apanteles och familjen bracksteklar. Inga underarter finns listade i Catalogue of Life.